# Хоенмокер
Хоенмокер (њем. Hohenmocker) општина је у њемачкој савезној држави Мекленбург-Западна Померанија. Једно је од 69 општинских средишта округа Демин. Према процјени из 2010. у општини је живјело 574 становника. Посједује регионалну шифру (AGS) 13052094.

## Географски и демографски подаци
Хоенмокер се налази у савезној држави Мекленбург-Западна Померанија у округу Демин. Општина се налази на надморској висини од 42 метра. Површина општине износи 26,8 km². У самом мјесту је, према процјени из 2010. године, живјело 574 становника. Просјечна густина становништва износи 21 становника/km².